# Длха на Ваху
Длха на Ваху (слч. Dlhá nad Váhom, мађ. Vághosszúfalu) насељено је мјесто са административним статусом сеоске општине (слч. obec) у округу Шаља, у Њитранском крају, Словачка Република.

## Становништво
| Година:    | 1994. | 2004.   | 2014.   | 2024.   |
| ---------- | ----- | ------- | ------- | ------- |
| Број људи: | 878   | 906     | 864     | 925     |
| Разлика:   |       | +3,18 % | -4,63 % | +7,06 % |

| Година:    | 2023. | 2024.   |
| ---------- | ----- | ------- |
| Број људи: | 928   | 925     |
| Разлика:   |       | -0,32 % |

Према подацима о броју становника из 2011. године насеље је имало 872 становника.